# Ібраїма Мбає
Ібраїма Мбає (фр. Ibrahima Mbaye, нар. 19 листопада 1994, Гедіаває) — сенегальський футболіст, захисник, півзахисник національної збірної Сенегалу.

## Ігрова кар'єра
Народився 19 листопада 1994 року в місті Гедіаває. Вихованець юнацької команди «Етуаль Лусітана», з якої влітку 2010 року був запрошений в академію італійського «Інтернаціонале». Проте лише в січні 2011 року, коли гравцю виповнилось 16, він підписав свій перший контракт з клубом.
Спочатку Мбає грав за молодіжний склад «Інтера» до 17 років, а з сезону 2011/12 виступав за «Інтер Прімавера», який очолював Андреа Страмаччоні. У його складі сенегалець став переможцем NextGen Series (турнір УЄФА серед молодіжних команд), а також чемпіоном Італії серед молодіжних команд. Після того, як Страмаччоні був призначений головним тренером, він забрав Ібраїма в першу команду.
Дебют Мбає в складі «Інтера» відбувся 2 серпня 2012 року в матчі кваліфікації Ліги Європи 2012/13 проти хорватського «Хайдука», який завершився перемогою «чорно-синіх» з рахунком 3:0. В кінці 2012 року, коли сенегальцю виповнилось 18 років, він підписавсвій перший професійний контракт з клубом, розрахований до 2016 року.
В серпні 2013 року, після звільнення Страмаччоні, Мбає разом зі своїм одноклубником Альфредом Дунканом на правах оренди перейшов в «Ліворно», де провів весь наступний сезон. Більшість часу був основним гравцем команди, відігравши в 25 матчах чемпіонату, проте так і не зміг врятувати клуб від вильоту з Серії А, який зайняв останнє місце в чемпіонаті.
Влітку 2014 року повернувся в «Інтернаціонале», де протягом півроку провів сім матчів в усіх турнірах.
У січні 2015 року був орендований за 500 тисяч друголіговою «Болоньєю». Угода передбачала обов'язкову купівлю гравця за 2,75 мільйони євро у випадку виходу «Болоньї» до Серії А. Команді вдалося підвищитися у класі, і сенегалець став її гравцем на умовах повноцінного контракту. Відіграв на рівні найвищого італійського дивізіону наступні вісім сезонів, протягом яких здебільшого був гравцем ротації. Залишив команду 1 вересня 2022 року, ставши вільним агентом. 

## Статистика виступів

### Статистика клубних виступів
Станом на 25 квітня 2022 року
| Сезон               | Команда             | Чемпіонат           | Чемпіонат | Чемпіонат | Національний кубок | Національний кубок | Національний кубок | Континентальні кубки | Континентальні кубки | Континентальні кубки | Інші змагання | Інші змагання | Інші змагання | Усього | Усього |
| Сезон               | Команда             | Ліга                | Ігор      | Голів     | Ліга               | Ігор               | Голів              | Ліга                 | Ігор                 | Голів                | Ліга          | Ігор          | Голів         | Ігор   | Голів  |
| ------------------- | ------------------- | ------------------- | --------- | --------- | ------------------ | ------------------ | ------------------ | -------------------- | -------------------- | -------------------- | ------------- | ------------- | ------------- | ------ | ------ |
| 2012-13             | «Інтер»             | A                   | 0         | 0         | КІ                 | 0                  | 0                  | ЛЄ                   | 2                    | 0                    | —             | —             | —             | 2      | 0      |
| 2013-14             | «Ліворно»           | A                   | 25        | 2         | КІ                 | 0                  | 0                  | —                    | —                    | —                    | —             | —             | —             | 25     | 2      |
| 2014-січ. 2015      | «Інтер»             | A                   | 4         | 0         | КІ                 | 0                  | 0                  | ЛЄ                   | 3                    | 0                    | -             | -             | -             | 7      | 0      |
| Усього за «Інтер»   | Усього за «Інтер»   | Усього за «Інтер»   | 4         | 0         |                    | 0                  | 0                  |                      | 5                    | 0                    |               | -             | -             | 9      | 0      |
| січ.-черв. 2015     | «Болонья»           | B                   | 8+3       | 1+0       | -                  | -                  | -                  | -                    | -                    | -                    | -             | -             | -             | 11     | 1      |
| 2015–16             | «Болонья»           | A                   | 15        | 0         | КІ                 | 1                  | 0                  | -                    | -                    | -                    | -             | -             | -             | 16     | 0      |
| 2016–17             | «Болонья»           | A                   | 16        | 0         | КІ                 | 1                  | 0                  | -                    | -                    | -                    | -             | -             | -             | 17     | 0      |
| 2017–18             | «Болонья»           | A                   | 25        | 1         | КІ                 | 0                  | 0                  | -                    | -                    | -                    | -             | -             | -             | 25     | 1      |
| 2018–19             | «Болонья»           | A                   | 23        | 2         | КІ                 | 2                  | 0                  | -                    | -                    | -                    | -             | -             | -             | 25     | 2      |
| 2019–20             | «Болонья»           | A                   | 20        | 0         | КІ                 | 1                  | 0                  | -                    | -                    | -                    | -             | -             | -             | 21     | 0      |
| 2020–21             | «Болонья»           | A                   | 8         | 1         | КІ                 | 1                  | 0                  | -                    | -                    | -                    | -             | -             | -             | 9      | 1      |
| 2021–22             | «Болонья»           | A                   | 6         | 0         | КІ                 | 1                  | 0                  | -                    | -                    | -                    | -             | -             | -             | 7      | 0      |
| 2022–23             | «Болонья»           | A                   | 0         | 0         | КІ                 | 0                  | 0                  | -                    | -                    | -                    | -             | -             | -             | 0      | 0      |
| Усього за «Болонью» | Усього за «Болонью» | Усього за «Болонью» | 121 + 3   | 5         |                    | 7                  | 0                  |                      | -                    | -                    |               | -             | -             | 131    | 5      |
| Усього за кар'єру   | Усього за кар'єру   | Усього за кар'єру   | 153       | 7         |                    | 7                  | 0                  |                      | 5                    | 0                    |               | -             | -             | 165    | 7      |

### Статистика виступів за збірну
Станом на 25 квітня 2022 року
| Дата       | Місто      | Господарі            | Результат | Гості      | Турнір                                     | Голи | Примітки  |
| ---------- | ---------- | -------------------- | --------- | ---------- | ------------------------------------------ | ---- | --------- |
| 28-5-2016  | Кігалі     | Руанда               | 0 – 2     | Сенегал    | товариський матч                           | -    |           |
| 16-10-2018 | Хартум     | Судан                | 0 – 1     | Сенегал    | Відбір до Кубка африканських націй 2019    | -    | 39'       |
| 17-11-2018 | Бата       | Екваторіальна Гвінея | 0 – 1     | Сенегал    | Відбір до Кубка африканських націй 2019    | -    |           |
| 1-9-2021   | Тієс       | Сенегал              | 2 – 0     | Того       | Відбір до ЧС 2022                          | -    | 73'       |
| 7-9-2021   | Браззавіль | Республіка Конго     | 1 – 3     | Сенегал    | Відбір до ЧС 2022                          | -    | 45' 90+2' |
| 10-1-2022  | Бафусам    | Сенегал              | 1 – 0     | Зімбабве   | Кубок африканських націй 2021 - 1-й етап   | -    |           |
| 14-1-2022  | Бафусам    | Сенегал              | 0 – 0     | Гвінея     | Кубок африканських націй 2021 - 1-й етап   | -    |           |
| 25-1-2022  | Бафусам    | Сенегал              | 2 – 0     | Кабо-Верде | Кубок африканських націй 2021 - 1/8 фіналу | -    | 90+5'     |
| Усього     |            | Матчів               | 8         |            | Голів                                      | 0    |           |

## Титули і досягнення
- Переможець Кубка африканських націй: 2021